# Otto Aust
Otto Torsten Johan Aust (Långedrag, Göteborg, 25 de juliol de 1892 - Bremen, 12 d'octubre de 1943) va ser un regatista suec que va competir a començaments del segle xx.
El 1912 va prendre part en els Jocs Olímpics d'Estocolm, on va guanyar la medalla de bronze en la categoria de 6 metres del programa de vela. Aust navegà a bord del Kerstin junt a Eric i Harald Sandberg.